# Seigy
Seigy – miejscowość i gmina we Francji, w Regionie Centralnym, w departamencie Loir-et-Cher.
Według danych na rok 1990 gminę zamieszkiwało 1036 osób, a gęstość zaludnienia wynosiła 127 osób/km² (wśród 1842 gmin Regionu Centralnego Seigy plasuje się na 380. miejscu pod względem liczby ludności, natomiast pod względem powierzchni na miejscu 1236.).